# Placido Rizzotto
Placido Rizzotto (* 2. Januar 1914 in Corleone; † 10. März 1948) war ein italienischer Gewerkschaftsführer und aktiv im Kampf gegen die Mafia.

## Leben
Er war Sekretär der Arbeiterkammer von Corleone. Nach dem Zweiten Weltkrieg wurde er zum Anführer der Gewerkschaftsbewegung und kämpfte gegen die Mafia. Diese schüchterte im Gegenzug seine Mitarbeiter ein und isolierte ihn zunehmend. Am 10. März 1948 verschwand Rizzotto spurlos. Die Polizei machte Luciano Liggio dafür verantwortlich.
Rizzottos Leben wurde 2000 unter dem Titel Placido Rizzotto verfilmt.
2009 fand man Überreste seiner Leiche in einem Massengrab. Im März 2012 beschloss der italienische Ministerrat, für ihn ein Staatsbegräbnis auszurichten. Am 24. Mai desselben Jahres wurde er in Corleone im Beisein von Präsident Giorgio Napolitano sowie mehreren Spitzenpolitikern und Gewerkschaftsführern beigesetzt.